# Гуе
Гуе (фр. Gouaix) је насељено место у Француској у региону Париски регион, у департману Сена и Марна.
По подацима из 2011. године у општини је живело 1446 становника, а густина насељености је износила 98,77 становника/km².

## Демографија
| 1962. | 1968. | 1975. | 1982. | 1990. | 2011. |
| ----- | ----- | ----- | ----- | ----- | ----- |
| 759   | 1.020 | 1.077 | 1.205 | 1.085 | 1.446 |